# 2018년 동계 올림픽 카자흐스탄 선수단
2018년 동계 올림픽 카자흐스탄 선수단은 2018년 2월 9일부터 25일까지 대한민국 평창에서 개최된 2018년 동계 올림픽에 참가한 올림픽 카자흐스탄 선수단이다. 카자흐스탄은 이번이 통산 7번째 동계 올림픽 대회 참가이다.
2018년 1월 9일 쇼트트랙 종목에 참가하는 아브잘 아즈갈리예프가 개막식에서 카자흐스탄 선수단 기수로 공식으로 발탁되었다.
이번 대회에서는 남자 26명, 여자 20명, 총 46명의 선수가 참가했다.

## 참가 선수
다음은 각 종목별 참가 현황이다.
| 종목           | 남자 | 여자 | 총합 |
| -------------- | ---- | ---- | ---- |
| 루지           | 1    | \| 1 |      |
| 바이애슬론     | 5    | 5    | 10   |
| 쇼트트랙       | 5    | 2    | 7    |
| 스키점프       | 1    | 0    | 1    |
| 스피드스케이팅 | 5    | 1    | 6    |
| 알파인스키     | 1    | 1    | 2    |
| 크로스컨트리   | 4    | 3    | 7    |
| 프리스타일     | 3    | 6    | 9    |
| 피겨스케이팅   | 1    | 2    | 3    |
| 총합           | 26   | 20   | 46   |

## 메달 집계
| 종목 | 1 | 2 | 3 | 합계 |
| 합계 |   |   |   |      |

## 종목별 성적

### 루지
| 선수 | 세부 종목 | 1차 시기 | 1차 시기 | 2차 시기 | 2차 시기 | 3차 시기 | 3차 시기 | 4차 시기 | 4차 시기 | 합계 | 합계 |
| 선수 | 세부 종목 | 기록     | 순위     | 기록     | 순위     | 기록     | 순위     | 기록     | 순위     | 기록 | 순위 |

### 바이애슬론
2016-17 바이애슬론 월드컵 세계랭킹에 따라 카자흐스탄에는 남녀 선수 5명씩 총 10명이 배정됐다.
| 선수 | 세부 종목 | 기록 | 사격 실수 | 순위 |

### 쇼트트랙
국제 빙상 연맹 올림픽 출전 특별랭킹 결과에 따라 카자흐스탄에는 남자 3명과 여자 2명의 선수가 출전권을 부여받았다.
남자
- 아브잘 아즈갈리예프

### 프리스타일
| 선수 | 세부 종목 | 예선     | 예선     | 예선     | 예선     | 결선     | 결선     | 결선     | 결선     | 결선     | 결선     |
| 선수 | 세부 종목 | 1차 시기 | 1차 시기 | 2차 시기 | 2차 시기 | 1차 시기 | 1차 시기 | 2차 시기 | 2차 시기 | 3차 시기 | 3차 시기 |
| 선수 | 세부 종목 | 점수     | 순위     | 점수     | 순위     | 점수     | 순위     | 점수     | 순위     | 점수     | 순위     |
|      |           |          |          |          |          |          |          |          |          |          |          |

### 피겨스케이팅
핀란드 헬싱키에서 열린 2017년 세계 피겨스케이팅 선수권 대회 결과에 따라 카자흐스탄에는 남자 한명과 여자 한명의 출전권이 배정됐다.
| 선수 | 세부 종목 | 쇼트 프로그램 | 쇼트 프로그램 | 프리 스케이팅 | 프리 스케이팅 | 합계 | 합계 |
| 선수 | 세부 종목 | 점수          | 순위          | 점수          | 순위          | 점수 | 순위 |
|      | 남자 싱글 |               |               |               |               |      |      |
|      | 여자 싱글 |               |               |               |               |      |      |
|      |           |               |               |               |               |      |      |